# 广东青年职业学院
广东青年职业学院，简称广青职院，位于广东省广州市，是经广东省人民政府批准、国家教育部备案的广州市属普通高校。2020年该校并入广东行政职业学院。